# Bismut(III)-sulfat

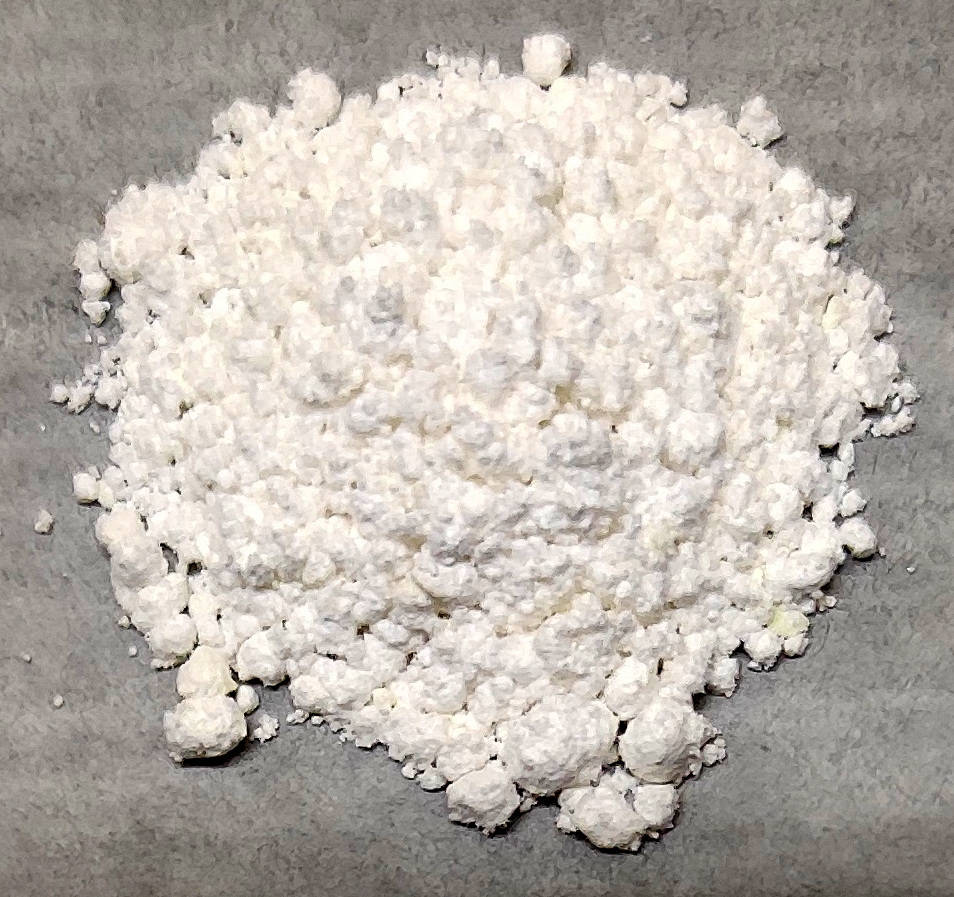
Bismut(III)-Sulfat

Bismut(III)-sulfat ist eine chemische Verbindung aus der Gruppe der Sulfate.

## Gewinnung und Darstellung
Bismut(III)-sulfat kann durch Reaktion von Bismut(III)-oxid oder Bismutsalzen wie Bismut(III)-nitrat oder LiBiO2 mit Schwefelsäure gewonnen werden. Die Darstellung erfolgt durch Lösen des Oxids in konzentrierter Schwefelsäure und anschließendes Verdampfen der Lösung zur Kristallisation des Bismutsulfats.
{\displaystyle {\ce {Bi2O3 + 3 H2SO4 -> Bi2(SO4)3 + 3 H2O}}}
Die Verbindung ist nur schwer in stöchiometrischer Zusammensetzung zu erhalten, da sie sich mit Luftfeuchtigkeit leicht zersetzt.

## Eigenschaften
Bismut(III)-sulfat liegt als ein weißes bis fast weißes, kristallines Pulver vor, das wenig löslich in Wasser ist. Bismut(III)-sulfat zersetzt sich bei 465 °C zu Bi2O(SO4)2. Bei kontinuierlicher Erwärmung zersetzt es sich zu verschiedenen Bismutoxysulfaten und bei 950 °C zu Bismut(III)-oxid. Die Verbindung besitzt eine Kristallstruktur mit der Raumgruppe C2/c (Raumgruppen-Nr. 15).

## Verwendung
Bismut(III)-sulfat wirkt als starker Katalysator für die Sulfenylierung von Carbonyl- und verwandten Verbindungen. Es wird als zur Analyse anderer Metallsulfate eingesetzt.